# Алберт II фон Мозбург
Алберт II фон Мозбург (на немски: Albert II Graf von Moosburg; † 15 април 1260) е от 1249 г. граф на Мозбург на Изар в Бавария.

## Произход
Той е син на граф Конрад III фон Мозбург († сл. 1245) и съпругата му с неизвестно име. Брат му Конрад IV фон Мозбург († 1280) е 1249 г. граф на Мозбург, пр. 1257 г. каноник в катедралата Регенсбург, отказва се и става 1257 г. граф на Ротенбург. Сестра му е омъжена за Ото фон Абенсберг/фон Алтман-Щайн († сл. 1285).
През 1207 г. графският дворец е унищожен от пожар и голяма част от църквата. През 1281 г. графският род фон Мозбург изчезва със смъртта на синът му граф Конрад V фон Мозбург († 19 август 1281).

## Фамилия
Алберт II фон Мозбур се жени за Матилда († 30 октомври) и има един син, последният граф от рода:
- Конрад V фон Мозбург († 19 август 1281), бездетен, граф на Мозбург 1279 г., женен за София фон Ванген († 6 или 12 септември сл. 1325), дъщеря на Берал фон Ванген († 1271) и втората му съпруга Агнес фон Лехсгемюнд-Грайзбах († 1287), правнучка на херцог Адалберт I фон Тек († 1195), дъщеря на граф Бертхолд I фон Лехсгемюнд-Грайзбах († 1253). София фон Ванген се омъжва втори път за граф Хартман VI фон Кирхберг и Бранденбург († пр. 1308).